# 埃爾金 (伊利諾州)
埃爾金（英語：Elgin）是美國伊利諾伊州凱恩縣的一個城市，小部份位於庫克縣。面積64.7平方公里，2006年人口為101,903人，是該州第八大城市。
1835年開埠，城名是建城者以蘇格蘭的地名命名。1854年設市。